# Приямок
Прия́мки — углубления в земле, примыкающие к стене здания. Как правило имеют прямоугольную (реже — полукруглую или трапециевидную) форму. С одной стороны имеют проём (входной или оконный).
Приямки необходимы для обеспечения свето-аэрационных условий цокольных и подвальных помещений зданий.

## Особенности проектирования
Строительные технические нормативно-правовые акты предусматривают некоторые особенности проектирования приямков.
- Если нижняя часть проёма находится ниже уровня отмостки, необходимо устройство бортиков, препятствующих стоку воды в приямок.
- При большой глубине приямков требуется их вертикальное или горизонтальное ограждение.
- Площадь дна приямка должна быть примерно равна площади окна приямка.